# 行為能力
行為能力（德語：Geschäftsfähigkeit）為一種法律上的概念，是法律能力的一部分，其與「權利能力」及「意思能力」不同，乃指為法律行為之資格，亦即個人以獨自的意思表示，使其行為發生法律上效果的資格而言。民法中基於私法自治原則，個人可以自主其與他人間在私法上的關係，為有效的意思表示，但也因此必須要為其自己所為之行為負責，然而如何知道該人是否具有足夠的判斷能力來決定自己與他人間的私法關係，並進而對此負責，則有賴「行為能力」這個概念來加以規範與判斷。行为能力在保护性法律关系中的特殊表现形式即责任能力。
關於行為能力的的判斷標準，原則上應以行為人當時的意識狀態，能否正確無誤地為法律行為為標準，然若是全然依據個案當下來加以判斷當事人是否具有行為能力，卻可能有害於交易安全，因為外人常常難以鑑別行為人的精神狀態是否屬於法律上認可其為有效的表示或行為，萬一外觀上無從判斷因而無效，相對人即蒙受不可預期的損害。故現行多數國家多採用較為簡便的標準，亦即原則上以個人的「年齡」來判斷其是否具備行為能力，可以單獨為有效的法律行為，作為相對客觀的標準。當然，雖然行為人已達法定年齡而擁有完全行為能力時，亦可因行為當時之精神狀態不佳而使其意思判斷之能力因而有所欠缺，故於當下所為行為否定其有行為能力，令其所為之表示不生法律上之效果，以維護其權益。
另外，關於行為能力的分類，有採「二分主義」，將人分為「完全行為能力人」和「限制行為能力人」，如日本、法國即是。亦有採「三分主義」，將人依行為能力的程度而分為「無行為能力人」、「限制行為能力人」和「完全行為能力人」，如德國、中华人民共和国，即採此種分法。

## 制度目的
採用行為能力此種制度的目的一來在於保護交易安全，讓他人可以從一個人的年紀便可知其是否可以為有效的法律行為，並進而與之建立私法上法律關係。另一方面則是在保護智慮不周之人，使他們可以慢慢學習融入這個社會之中，並且避免他們因為自己判斷能力的不足而負擔起過重的責任。

## 分類

### 無行為能力人
一個無行為能力人在法律上並無法為一個有效的法律行為，是指在監護宣告之行為能力，其所為之法律行為皆屬無效法律行為，不過這並非意味著法律禁止其為任何的意思表示，只是其意思表示不會發生法律上的效果而已。其法定代理人對之並無能力補充權，僅有代理的權限而已。不過另一方面，無行為能力人之保護也應優先於交易安全，所以基本上其無須就其所為之行為負民事上的責任。目前，中華民國、奧地利、德國民法皆以未滿7歲之人為無行為能力人。中華人民共和國民法总則則是以未滿8歲為無行為能力人。
如事情有效行為能力低於四分之一者亦同

### 限制行為能力人
所謂的限制能力代表該人的行為能力受到了一定的限制。原則上限制行為能力人並不能單獨的為有效法律行為，僅在例外的狀況下可以獨自以其意思表示為有效的法律行為。一般而言，限制行為能力人所為之行為必須要獲得其法定代理人或監護人的補充，可能是事前同意，也可能是事後承認。
包括輔助宣告、未完全自行接受之行為能力、非工作者、能力不足或精神障礙者亦同。

#### 中華民國
依據《中華民國民法》第12條、第13條第2項規定，年滿7歲之未成年人為限制行為能力。而限制行為能力人未得法定代理人允許所為之單獨行為，依第78條之規定，無效；其與他人所訂立之契約，依第79條之規定，須得法定代理人承認始生效力，在法定代理人未為同意以前，該契約將處於效力未定的狀態。而上述的「允許」與「承認」即為法定代理人對於限制行為能力人的能力補充權。至於此項允許或承認是向限制行為能力人或向相對人為之皆可。另外，法定代理人的允許不能做總括的允許，亦即不能為沒有界限或不能預見的允許。又法定代理人之允許，非限制行為能力人所為法律行為之一部。不過為使其法律行為發生完全效力之法律上條件而已，此項允許，法律上既未定其方式，則雖限制行為能力人所為法律行為為要式行為時，亦無須踐行同一之方式。
不過法律仍然規定有特定事項使限制行為能力人能夠不需要得到法定代理人的允許即得為之：
- 日常生活所必需（第77條）
- 純獲法律上之利益（第77條）

#### 中華人民共和國
依據《中華人民共和國民法典》第19條、第22條規定，就8歲以上，18歲以下的人以及不能完全辨認自己行為的成年人屬於限制行為能力人。而限制行為能力人依法可以進行純獲利益的民事法律行為或者與他的年齡、智力或精神健康狀況相適應的民事法律行為﹔其他民事法律行為由他的法定代理人代理，或者經他的法定代理人的同意、追認。然而就本條規定而言，實屬一種不確定法律概念，就與其年齡、智力或精神健康狀況相適應的民事法律行為並未有明確的規範，儘管最高人民法院在其所發布的《最高人民法院關於貫徹執行〈中華人民共和國民法通則〉若干問題的意見（試行）》中說明，限制民事行為能力人進行的民事活動是否與其年齡、智力或精神健康狀況相適應，可以從行為與本人生活相關聯的程度、本人的智力或精神狀態能否理解其行為，並預見相應的行為後果，以及行為標的數額等方面認定。不過仍然是相當的抽象，而必須要留待各個法院就個案來加以認定。

### 完全行為能力人
完全行為能力人即可以單獨的以其意思表示為有效的法律行為，同時亦必須為其行為在負起民事上的完全責任。而各國對於取得完全行為能力的年紀之規定各有不同，日本的民法典是以20歲為標準，中華民國及中華人民共和國民法總則則是以18歲為其標準。另外，美國、英國、德國、瑞士以及多數的歐陸國家亦以18歲為其標準，奧地利則是19歲。多數國家由於近來的醫療及教育的普及，多紛紛的降低其取得完全行為能力的年齡。不過值得注意的是，中華人民共和國民法通則的第18條第2款就16歲以上，未滿18歲，而以自己的勞動收入為主要生活來源的人將其視為具有完全行為能力，就此，在最高人民法院關於貫徹執行《中華人民共和國民法通則》若干問題的意見（試行）中有規定：「十六周岁以上不满十八周岁的公民，能够以自己的劳动取得收入，并能维持当地群众一般生活水平的，可以认定为以自己的劳动收入为主要生活来源的完全民事行为能力人。」，所以其標準是以該人之收入有沒有辦法維持與當地群眾一般生活水平來判斷，而此種制度又有稱為「勞動成年制」。
完全行為能力必須是能自行接受所有事情且精神健全者，若受輔助宣告、無法或不能完全接受之行為、能力不足或精神障礙者，則只算作限制行為能力。
若大眾工具無法完全自行搭乘者，亦不列入完全行為能力。
若租車、租房是別人幫忙契約者，亦不列入完全行為能力。
有些國家的完全行為能力規則非常多，甚至不承認無法或不能完全自行接受之行為代表有行為能力。

## 相關制度

### 中華民國

#### 禁治產宣告
依據中華民國的舊民法第14條第1項規定：「對於心神喪失或精神耗弱致不能處理自己事務者，法院得因本人、配偶、最近親屬二人或檢察官之聲請，宣告禁治產。」禁治產，即「禁止自己治理財產」。而宣布禁治產的程序則是規定在民事訴訟法第597條以下。另外，不論成年與否，皆得為禁治產的對象。受禁治產宣告之人依據舊法第15條為無行為能力人。
不過禁治產宣告由於是繼受過去的德國法而來，對於心神喪失或精神耗弱者，僅能將之宣告禁治產，使其成為無行為能力之人，採取「全有」或「全無」的一級制。然而此種制度過於僵化且簡略，不僅無法周延保障成年禁治產人之權益，同時亦難以因應高齡化社會所衍生之成年監護問題，似不服社會之需求，故2002年法務部委託明新科技大學助理教授周世珍主持研究計畫「民法成年監護制度之研究」；研究結論建議，修正民法中之禁治產宣告制度。法務部於其後提出民法總則編修正草案，而於2008年5月2日經立法院三讀通過。2008年5月23日總統令公布修正禁治產制度，由一級制修改為二級制；然而因為此等修正對於社會影響重大，故特別規定自公布後一年六個月（2009年11月23日）施行。

#### 輔助與監護宣告
根據新修正的民法總則編第14條到第15條之2的規定，針對行為能力欠缺或不足的人，已由過去的一級制（宣告禁治產）改為二級制（監護宣告與輔助宣告）；由於「禁治產」之用語僅有「禁止管理自己財產」之意，無法顯示修法意旨，所以將原先的「禁治產」宣告修正為「監護」宣告。另外一方面，加入了「輔助」宣告。
就前者而言，其屬於過去的禁治產人，依據新法第15條的規定，意指「因精神障礙或其他心智缺陷，致不能為意思表示或受意思表示，或不能辨識其意思表示之效果者」，法院得因本人、配偶、四親等內之親屬、最近一年有同居事實之其他親屬、檢察官、主管機關或社會福利機構之聲請，為監護之宣告，一旦受到監護宣告，即為無行為能力之人。
至於新增加的輔助宣告制，則於第15條之2規定，對於因精神障礙或其他心智缺陷，致其為意思表示或受意思表示，或辨識其意思表示效果之能力，顯有不足者，法院得因本人、配偶、四親等內之親屬、最近一年有同居事實之其他親屬、檢察官、主管機關或社會福利機構之聲請，為輔助之宣告。而規定受輔助宣告之人仍有行為能力，但於下列特定法律行為時，必須應經輔助人同意才生效，除非純獲法律上利益，或依照其年齡及身分、日常生活所必需者，才不在此限：
一、為獨資、合夥營業或為法人之負責人。
二、為消費借貸、消費寄託、保證、贈與或信託。
三、為訴訟行為。
四、為和解、調解、調處或簽訂仲裁契約。
五、為不動產、船舶、航空器、汽車或其他重要財產之處分、設定負擔、    買賣、租賃或借貸。
六、為遺產分割、遺贈、拋棄繼承權或其他相關權利。
七、法院依前條聲請權人或輔助人之聲請，所指定之其他行為。

### 中華人民共和國
《中華人民共和國民法典》在第21條、第22条就精神有問題之人採二級制，完全不能辨識自己行為的精神病人其將之認為是無民事行為能力人，而不能完全辨認自己行為的精神病人則是限制民事行為能力人，可以進行與他的精神健康狀況相適應的民事活動。而其判斷標準在最高人民法院關於貫徹執行《中華人民共和國民法通則》若干問題的意見（試行）中認為：「精神病人（包括痴呆症人）如果没有判断能力和自我保护能力，不知其行为后果的，可以认定为不能辨认自己行为的人；对于比较复杂的事物或者比较重大的行为缺乏判断能力和自我保护能力，并且不能预见其行为后果的，可以认定为不能完全辨认自己行为的人。」

## 參照
1. ↑  中華人民共和國民法总則第20條參照
2. 1 2  王揚宇. . 中央通訊社. 2020-12-25  [2021-02-22]. （原始内容存档于2021-02-06） （中文（臺灣））. 將民法第12條「滿20歲為成年」規定，改為「滿18歲為成年」。立法院會今天處理本案。三讀通過條文重點，除規定民法滿18歲為成年
3. ↑  最高法院48年台上字661號判例[永久]
4. ↑  最高法院32年上字3276號判例[永久]
5. ↑   (PDF).   [2022-01-31]. （原始内容 (PDF)存档于2022-01-31）.
6. ↑  立院修法三讀　禁治產宣告改為兩級制

## 外部連結
- 意思表示
- 法律行為
- 意思能力(Will capacity)
- 代理
- 法定代理
- 禁治產宣告(Declaration of interdiction)